# Psychotria warongloaensis
Psychotria warongloaensis är en måreväxtart som beskrevs av Bénédict Pierre Georges Hochreutiner. Psychotria warongloaensis ingår i släktet Psychotria och familjen måreväxter. Inga underarter finns listade i Catalogue of Life.